# San Giorgio su Legnano
San Giorgio su Legnano – miejscowość i gmina we Włoszech, w regionie Lombardia, w prowincji Mediolan.
Według danych na rok 2004 gminę zamieszkiwały 6172 osoby, 3086 os./km².